# Rifugio Bozzi
Das Rifugio Bozzi, vollständiger Name Rifugio Angelino Bozzi, auch Rifugio Montozzo (deutsch Bozzihütte) ist eine Schutzhütte der Sektion Brescia des Club Alpino Italiano (CAI). Sie liegt am südlichen Rand der Ortler-Alpen, auf einer Höhe von 2478 m s.l.m. im Gemeindegebiet von Ponte di Legno. Die Hütte wird von Mitte Juni bis Mitte September bewirtschaftet und verfügt über 24 Schlafplätze.

## Lage und Umgebung
Die Hütte liegt im oberen Valle di Viso im Nationalpark Stilfserjoch etwa 150 Höhenmeter unterhalb der nordöstlich gelegenen Montozzoscharte, an der auch die Grenze zwischen der Lombardei und Trentino-Südtirol verläuft. Das Rifugio Bozzi wurde am oberen Rand einer kleinen Senke errichtet, die den Lago di Montozzo umgibt. Bei der Hütte befindet sich ein kleines Kriegsmuseum, das an die Ereignisse an den Ersten Weltkrieg erinnert.
An der Hütte führt der Sentiero della Pace (deutsch Friedensweg), der Sentiero Italia und der Höhenwanderweg Alta via camuna vorbei.

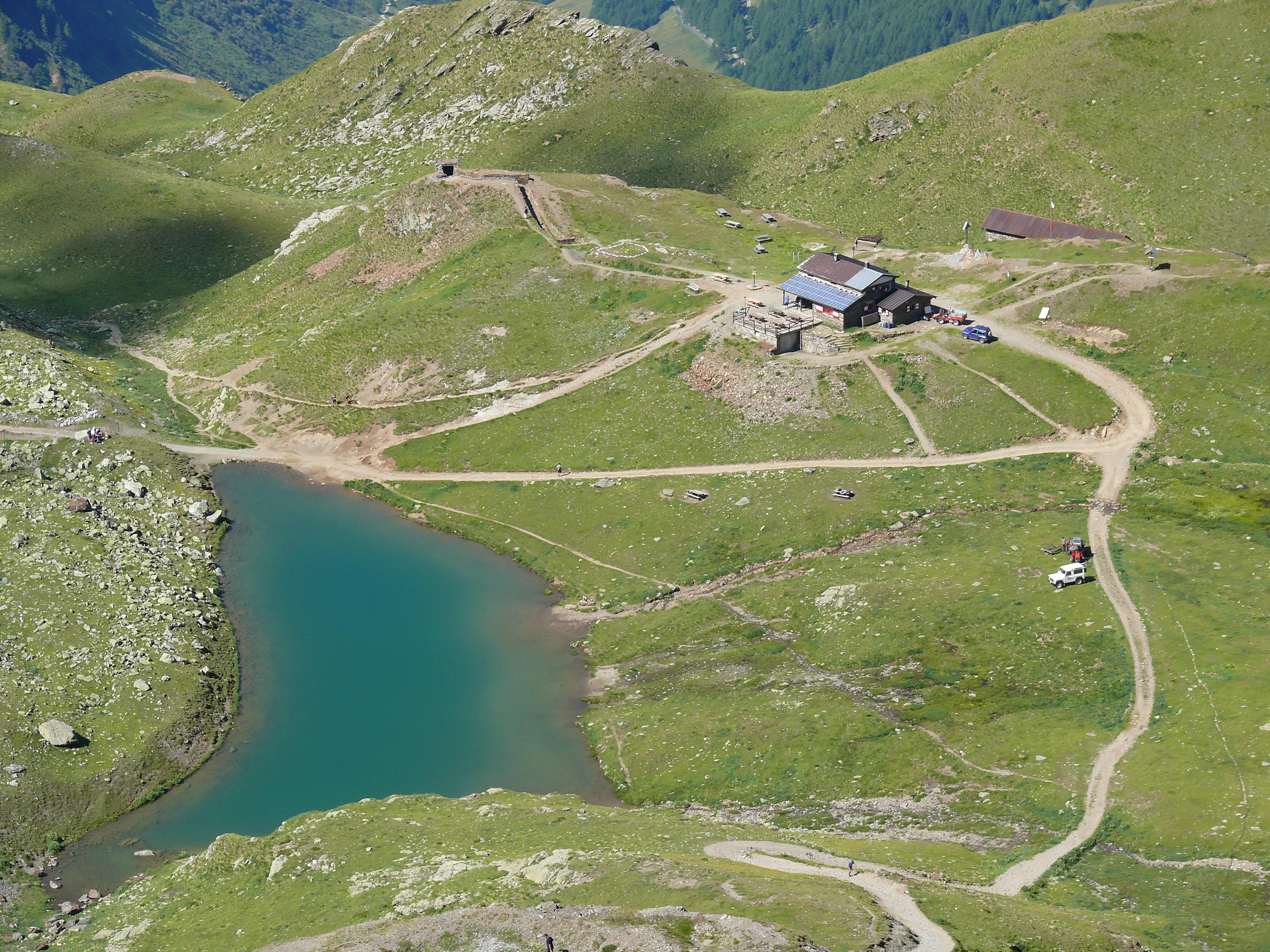
Die Bozzihütte mit dem Montozzosee

## Geschichte
Eine erste Hütte am Montozzosee wurde bereits 1910 errichtet. Sie diente damals der Finanzwache als Unterkunft, die die Schmugglerwege über die Montozzscharte und den Passo dei Contrabbandieri (dt. Schmugglerpass) nach Österreich-Ungarn kontrollierte. Im Ersten Weltkrieg wurde sie von der italienischen Armee genutzt, die um die Hütte herum eine Barackenstadt errichteten von der zahlreiche Mauerreste erhalten geblieben sind. Unter anderem war hier die 50. Alpini-Kompanie des Alpini-Bataillons Edolo stationiert, in der der aus Trient stammende Irredentist Cesare Battisti seinen freiwilligen Kriegsdienst leistete.
1928 wurde die ehemalige Hütte der Finanzwache in eine alpine Schutzhütte umgewandelt und nach dem auf dem nahen Torrione d’Albiolo 1915 gefallenen und mit der Silbernen Tapferkeitsmedaille ausgezeichneten Offiziersanwärter Angelo Bozzi, genannt Angelino Bozzi, benannt. Die im Zweiten Weltkrieg zerstörte Hütte wurde 1968 neu eröffnet. In den 1980er und 1990er Jahren wurde das Rifugio ausgebaut und modernisiert.

## Zugänge
- Von Case di Viso, 1763 m ⊙ auf Weg 52 in 2 Stunden

## Nachbarhütten und Übergänge
- Zum Rifugio Berni, 2541 m ⊙ auf Weg 102 in 4 Stunden
- Zum Tonalepass, 1863 m ⊙ auf Weg 111 in 2 Stunden
- Nach Peio Fonti, 1383 m ⊙ auf Weg 111 in 3 Stunden